# گلنمورا (لوئیزیانا)
گلنمورا (به انگلیسی: Glenmora) شهری در ایالت لوئیزیانا کشور ایالات متحده آمریکا است که جمعیت آن در سرشماری سال ۲۰۱۰ میلادی، ۱٬۳۴۲ نفر بوده‌است.